# ألومينات البوتاسيوم
 ألومينات البوتاسيوم  مركب كيميائي له الصيغة K2Al2O4، ويمكن كتابة صيغته على الشكل K2O.Al2O3 أو اختصاراً KAlO2، ويكون على شكل بلورات صلبة لماعة.

## الخواص
- يوجد ألومينات البوتاسيوم على شكل ثلاثي هيدرات K2Al2O4.3H2O، وله انحلالية جيدة في الماء بتفاعل قلوي، لكنه غير قابل للانحلال في الكحول.
- عند الضغوط العادية فإن لألومينات البوتاسيوم ثلاث بنى بلورية ممكنة، والتي تتغير بتغير درجة الحرارة، وهو يشابه ألومينات الصوديوم وألومينات الليثيوم LiAlO2 في هذه الناحية. عند درجات حرارة أقل من 600°س يكون ألومينات البوتاسيوم على النمط بيتا β-KAlO2 وله بنية بلورية تتبع النظام البلوري المعيني القائم، أما النمط غاما γ-KAlO2، الذي يكون سائدا بين درجتي الحرارة 600 و 1350°س، فله بنية رباعية الوجوه، في حين أنه عند درجات حرارة أعلى من 1350°س يكون الشكل السائد هو دلتا δ-KAlO2، والذي له بنية مكعبة.[2]

## التحضير
يحضر ألومينات البوتاسيوم من حل فلز الألومنيوم في هيدروكسيد البوتاسيوم مع انطلاق لغاز الهيدروجين حسب المعادلة:
2 KOH + 2 Al + 2H2O → 2 KAlO2 + 3 H2
يحضر المركب أيضاً من صهر هيدروكسيد البوتاسيوم مع أكسيد الألومنيوم أو من أثر هيدروكسيد البوتاسيوم على هيدروكسيد الألومنيوم.

## الاستعمالات
يستعمل ألومينات البوتاسيوم في قطاع الإنشاءات وذلك لتدعيم الخرسانة وخاصة في مجال هندسة الطرق وبناء الجسور.